# Luis López (friidrottare)
Luis López, född 14 juli 1949, är en friidrottare från Costa Rica. Han deltog vid olympiska sommarspelen 1988 och olympiska sommarspelen 1992.